# Afry
AFRY (tidligere ÅF Pöyry) er en svensk ingeniør-, design- og rådgivningsvirksomhed indenfor energi, industri og infrastruktur. Selskabet blev etableret i 2019 efter en fusion mellem ÅF (Ångpanneföreningen) og finske Pöyry.